# Mariakyrkan, Oskarström
Mariakyrkan är en romersk-katolsk kyrkobyggnad belägen i Oskarström i Halland. Den tillhör Sankta Maria katolska församling i Stockholms katolska stift.

## Historia
År 1890 startade Oskarströms Jutefabrik för produktion av juteväv. Redan tidigt hade man 600 anställda. Detta var grunden till det moderna industrisamhället som kom att bli Oskarström. Ett stort antal arbetare med familjer från mellersta Europa fick anställning. De kom från Böhmen-Mähren, Polen och Tyskland. Dessa invandrare kom således från olika länder med olika språk och med skiftande bakgrund men ett hade de flesta gemensamt, den katolska tron och traditionen. Det uppkom därför önskemål om en egen katolsk kyrka.
Man arbetade lite diskret av den anledningen att ett markköp för Katolska kyrkans räkning var en känslig fråga på den tiden. Kyrkan blev emellertid färdig hösten 1925 och söndagen den 13 september invigdes den av biskop J.E Müller till Mariakyrkan. Nu hade de många katolikerna i industrisamhället Oskarström sin egen kyrka som blev länets första katolska kyrka sedan reformationen.
År 1928 kom tre Mariasystrar från Pleszew i Polen till Oskarström och 1930 stod Mariasystrarnas hus färdigt. Där inrättades Katolska barn- och vilohemmet. Senare kom fler systrar från Polen och verksamheten utökades.
Oskarström med Mariakyrkan har utvecklats till en samlingspunkt för Rosenkransvallfärden. En sådan sker årligen.

## Kyrkobyggnad
Kyrkan är uppförd i trä med stående yttre träpanel målat i gult samt med rött taktegel. Ingång finns i öster, ett litet kor i väster och en sakristia i norr. Den konstnärliga delen utfördes av konstnären Gisela Trapp i Helsingborg. Hennes verk var bl.a. de fyra änglarna bakom altaret. Hennes målningar har emellertid övermålats vid senare renoveringar. År 1964 utfördes en större renovering då även ny inredningen i form av gåva från Tyskland infördes. Det var altaret, korset över altaret, ambonen, kredensbordet och stolarna. Korsvägens 14 stationer ingick också i gåvan från Tyskland.
Till 50-årsjubileet 1975 målades kyrkan både in- och utvändigt.

## Inventarier
- Tabernaklet på sidoaltaret är ett verk av konstnären Erik Olson.
- Tavlan ”Treenigheten”, som hänger ovanför tabernaklet, skänktes 1980 av Erik Olson.
- Vid sidoaltaret står en dopfunt av pater Georg Engelhart.
- På 1980-talet förmedlades nya tavlor till korsvägen. De skänktes av Liobasystrarna i Köpenhamn, Danmark.
- Korsvägstavlorna från Tyskland används fortfarande under långfredagarnas pilgrimsvandring.
- Över koret finns ”Jesus vid vattenkällan”, Jesus sitter i en mandorla med vattenkrukor och förhärligas av 4 änglar med rökelseskar.
- Sannolikt redan vid invigningen fanns till vänster ovan sidoaltaret tavlan Maria av den goda vägen, som framställer Maria med Jesusbarnet. Originalet Santa Maria della strada målades på 1400-talet och finns i jesuitkyrkan i Rom, Al Gesù. Vem som har gjort kopian och hur den kom till Oskarström är oklart.
- Målningarna på läktarens balustrad framställande S:ta Cecilia kyrkomusikens skyddshelgon.
- Från Jutefabriken fick församlingen till invigningen 40 m röd mattväv som lagts ut i mittgången.
- Kyrkklockans ursprung är oklar men märkt 1928.

## Bilder

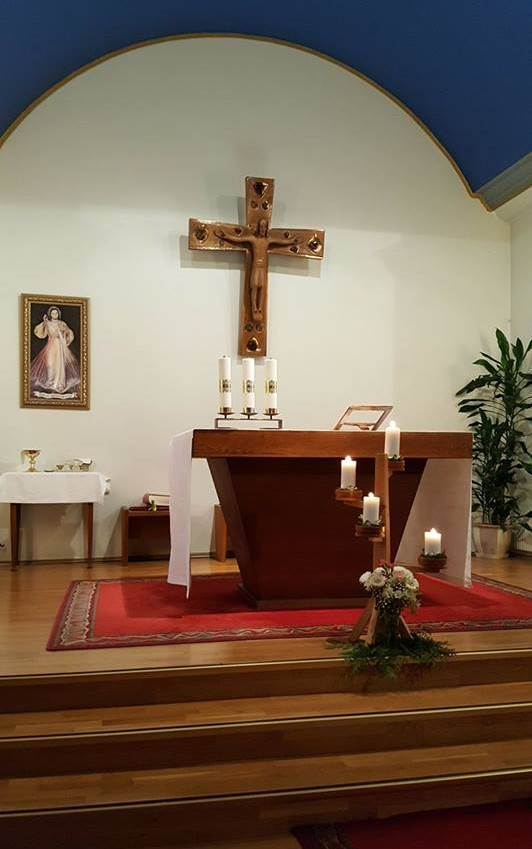
Altaret.
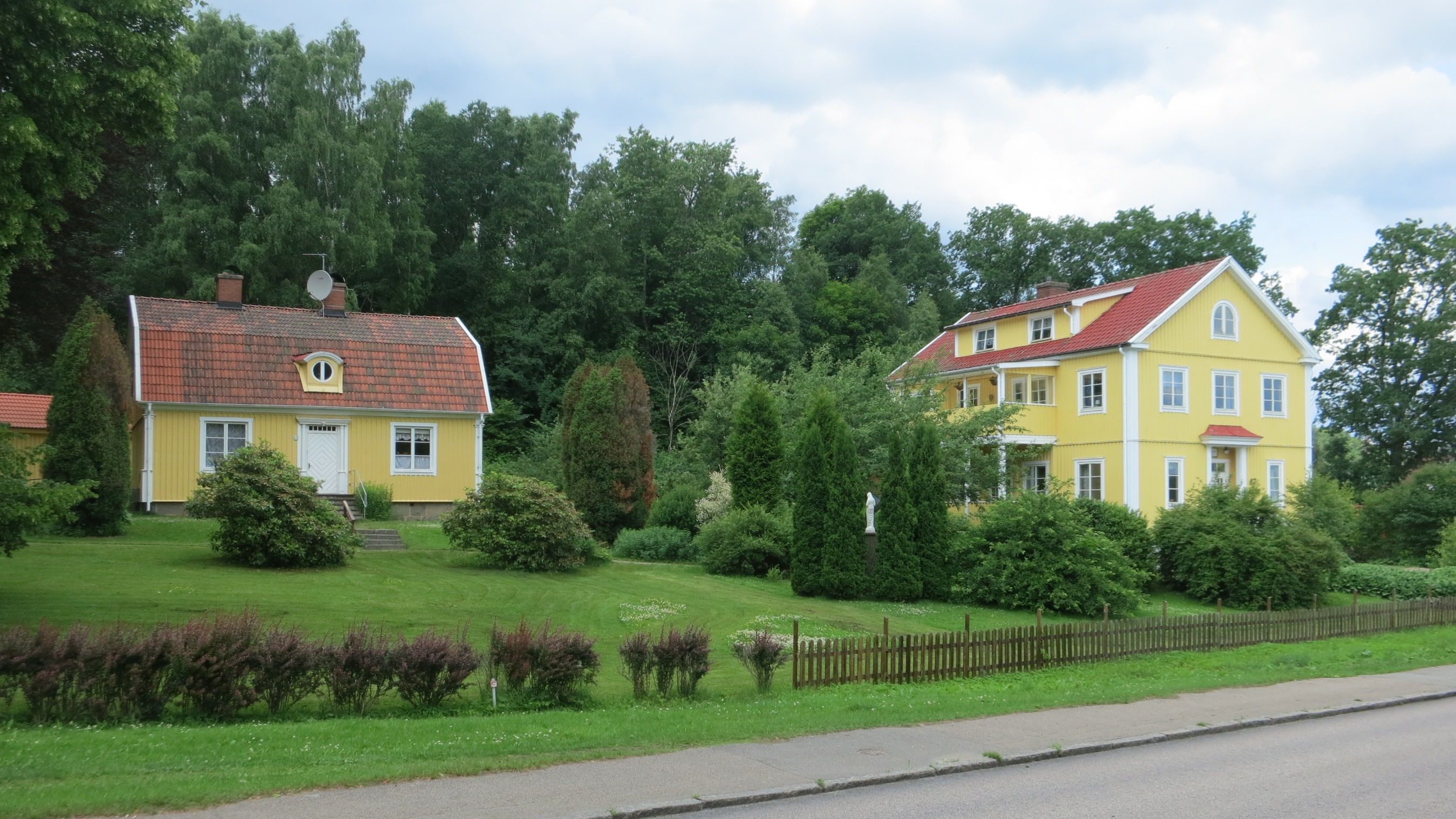
Prästbostad, barn- och vilohem.